# Static Age
Static Age è un album del gruppo horror punk statunitense Misfits. Registrato nel 1978, il disco è rimasto inedito fino alla pubblicazione da parte della Caroline Records nel 1997, sebbene parte del materiale fosse già contenuto in Legacy of Brutality.

## Tracce
1. Static Age - 1:47 (Danzig)
2. TV Casualty - 2:23 (Danzig)
3. Some Kinda Hate - 2:01 (Danzig)
4. Last Caress - 1:57 (Danzig)
5. Return of the Fly - 1:36 (Danzig)
6. Hybrid Moments - 1:42 (Danzig)
7. We Are 138 - 1:41 (Danzig)
8. Teenagers from Mars - 2:50 (Danzig)
9. Come Back - 5:00 (Danzig)
10. Angelfuck - 1:37 (Danzig)
11. Hollywood Babylon - 2:20 (Danzig)
12. Attitude - 1:30 (Danzig)
13. Bullet - 1:37 (Danzig)
14. Theme for a Jackal - 2:40 (Danzig)
15. She - 1:24 (Danzig)
16. Spinal Remains - 1:27 (Danzig)
17. In the Doorway - 1:24 (Danzig)
Traccia bonus nell'edizione del 2005
18. [senza titolo] - 8:43[6]

## Formazione[3]
- Glenn Danzig - voce
- Jerry Only - basso
- Franché Coma - chitarra
- Mr. Jim - batteria

### Crediti[3]
- Tom Bejgrowicz - produttore, missaggio (tracce 15-17), coordinamento
- Dave Achelis - produttore, missaggio, ingegneria del suono
- Alan Douches - masterizzazione, missaggio
- Misfits - missaggio
- Pete Ciccone  - design